# Hirvaslompolo (sjö i Muonio, Lappland, Finland)
Hirvaslompolo eller Hirvasjärvi är en sjö i Finland. Den ligger i kommunen Muonio i landskapet Lappland, i den norra delen av landet, 900 km norr om huvudstaden Helsingfors. Hirvaslompolo ligger 260 meter över havet. Arean är 32,3 hektar och strandlinjen är 4,34 kilometer lång. Sjön  ingår i Torne älvs huvudavrinningsområde. 